# Microgomphus nyassicus
Microgomphus nyassicus é uma espécie de libelinha da família Gomphidae. 
Pode ser encontrada nos seguintes países: República Democrática do Congo, Quénia, Tanzânia, Zâmbia e Zimbabwe.
Os seus habitats naturais são: florestas subtropicais ou tropicais húmidas de baixa altitude e rios. 